# Batalla de Sainte-Pazanne
Batalla de Sainte-Pazanne, té lloc el 27 de novembre de 1793 durant la Revolta de La Vendée.

## Procediment
El 26 de novembre de 1793, la ciutat de Port-Saint-Père va ser presa per la columna de l'adjudant general Jordy, de 3.000 homes. Aquest últim hi va deixar un lloc de 200 homes per vigilar el pont.
El matí 27 de novembre, Jordy va reprendre la seva marxa i va atacar la localitat de Sainte-Pazanne1. Se'n va apoderar després d'una lluita de dues hores contra les forces de La Cathelinière i Guérin. Els vendeans deixen 61 morts.

## Conseqüències
Aleshores Jordy va continuar la seva marxa i va prendre Bourgneuf-en-Retz, evacuat sense lluita pels Vendeans, així com Beauvoir-sur-Mer. Perseguits pels republicans, els revoltats es refugiaren a Arthon-en-Retz i al bosc de Princé. El dia 28, Jordy es va unir al general Haxo a Legé. El 2 de desembre es va apoderar del castell del Príncep i el va destruir. Aleshores escorcolla el bosc i s'apodera de reserves de blat que envia a Nantes.